# Страдин, Владимир Иванович
Влади́мир Ива́нович Стра́дин (16 [28] июля 1899, Санкт-Петербург — 28 февраля 1972) — советский оператор-документалист, режиссёр, фронтовой кинооператор в годы Великой Отечественной войны. Лауреат Сталинской премии первой степени (1943).

## Биография
Родился 16 (28) июля 1899 года в пригороде Санкт-Петербурга. После окончания училища Святой Анны в 1918 году в течение двух лет обучался на инженерно-строительном отделении Петроградского политехнического института. C 1920 года — в Петроградском фототехническом институте. С 1928 года работал ассистентом оператора, затем оператором на ленинградской студии «Белгоскино», принимал участие в картинах: «Слава мира», «Первый взвод», «Поручик Киже». Был оператором-режиссёром на Ленинградской фабрике «Совкино», в 1933—1935 годах — на Ленинградской студии кинохроники, затем на Иркутской, Саратовской, Алма-Атинской киностудиях. С июня 1941 года — вновь на «Ленкинохронике».
С начала ВОВ — на фронтах в качестве вольнонаёмного, с июня 1942-го — оператор киногруппы Ленинградского фронта.
После войны и до 1961 года — оператор и режиссёр на Ленинградской студии кинохроники. Автор 800 сюжетов для кинопериодики: «Железнодорожник», «Новости дня», «Пионерия», «Социалистическая деревня», «Союзкиножурнал», «СССР на экране».
Член ВКП(б) с 1944 года, член Союза кинематографистов СССР с 1958 года.
Скончался 28 февраля 1972 года в Ленинграде.

### Семья
Был женат.
- Дочь — Ирина Владимировна Страдина, скульптор;
- Дочь — Тамара Владимировна Страдина, актриса[1].

## Фильмография
Оператор
- 1934 — Остров Шпицберген
- 1935 — Победители снегов
- 1936 — Замечательный год (совм. с В. Беляевым)
- 1936 — Хан-Тенгри
- 1937 — Закон счастья (совм. с В. Беляевым)
- 1937 — Казахстан
- 1937 — Миллионер
- 1938 — 1 Мая в Сталинграде
- 1940 — Фрунзенцы
- 1942 — Ленинград в борьбе (совм. с группой операторов)
- 1943 — Блокада Ленинграда прорвана
- 1943 — Ладога (совм. с группой операторов)
- 1943 — Путь открыт (совм. с Б. Синицыным, Е. Шапиро)
- 1944 — Великая победа под Ленинградом (совм. с А. Погорелым, Е. Учителем, С. Фоминым)
- 1944 — Ленинградские партизаны (совм. с группой операторов)
- 1949 — Пушкинские дни (совм. с группой операторов)
- 1950 — Всенародный кандидат (совм. с группой операторов)
- 1950 — Ленинград голосует (совм. с группой операторов)
- 1950 — Народ чтит память Суворова (совм. с группой операторов)
- 1950 — Старейший русский театр (совм. с П. Касаткиным)
- 1950 — Театр Волкова в Ярославле
- 1951 — Забота Родины
- 1951 — Начало пути
- 1951 — Эрмитаж
- 1952 — 1-е мая в Ленинграде (совм. с группой операторов)
- 1952 — 500-летие со дня рождения Леонардо да Винчи ''(совм. с А. Шафраном, П. Опрышко)
- 1952 — Опасные соседи
- 1953 — 1-е мая в Ленинграде (совм. с группой операторов)
- 1953 — Великое прощание (совм. с группой операторов)
- 1953 — Возрождённое Пулково
- 1953 — День Военно-Морского Флота СССР (совм. с группой операторов)
- 1954 — Крепнет советско-венгерская дружба (совм. с группой операторов)
- 1954 — Начало пути
- 1954 — Рейс мира (совм. с С. Фоминым, Я. Блюмбергом, В. Максимовичем, Г. Трофимовым, С. Масленниковым, Ф. Овсянниковым)
- 1954 — Финские гости в Советской стране (совм. с группой операторов)
- 1955 — Вещи Ростовского
- 1955 — Люди доброй воли (совм. с группой операторов)
- 1955 — Соревнования мотоциклистов (совм. с С. Фоминым, А. Погорелым, Г. Симоновым, Г. Трофимовым, Я. Блюмбергом)
- 1955 — Фестиваль ленинградской молодежи (совм. с группой операторов)
- 1955 — Французская парламентская делегация в СССР (совм. с группой операторов)
- 1956 — Опасные соседи
- 1957 — Чудесный дворец
- 1958 — Праздник православия (совм. с А. Щекутьевым, А. Листвиным, А. Софьиным, В. Штатландом)
- 1958 — Путешествие было приятным
- 1959 — Когда зажигают огни
- 1959 — Первое Ленинградское
- 1961 — Волга сегодня

Режиссёр
- 1934 — Остров Шпицберген
- 1935 — Победители снегов
- 1936 — Хан-Тенгри
- 1937 — Казахстан
- 1937 — Миллионер
- 1950 — Театр Волкова в Ярославле
- 1957 — Чудесный дворец
- 1958 — Путешествие было приятным

## Награды и премии
- медаль «За оборону Ленинграда» (22 декабря 1942)[4]
- Сталинская премия первой степени (1943) — за фильм «Ленинград в борьбе» (1942)[5]
- орден Красной Звезды (24 февраля 1945)[6]
- медаль «За победу над Германией в Великой Отечественной войне 1941—1945 гг.» (9 мая 1945)[7]
- медаль «За доблестный труд в Великой Отечественной войне 1941—1945 гг.» (6 июня 1945)[8]